# Durringtonia
Durringtonia là một chi thực vật có hoa trong họ Thiến thảo (Rubiaceae).

## Loài
Chi Durringtonia gồm các loài: